# Duomo di Ulma
Il duomo di Ulma (in tedesco: Ulmer Münster) è una grandiosa chiesa luterana costruita in stile gotico a partire dal XIV secolo dalla famiglia di grandi architetti tedeschi Parler.

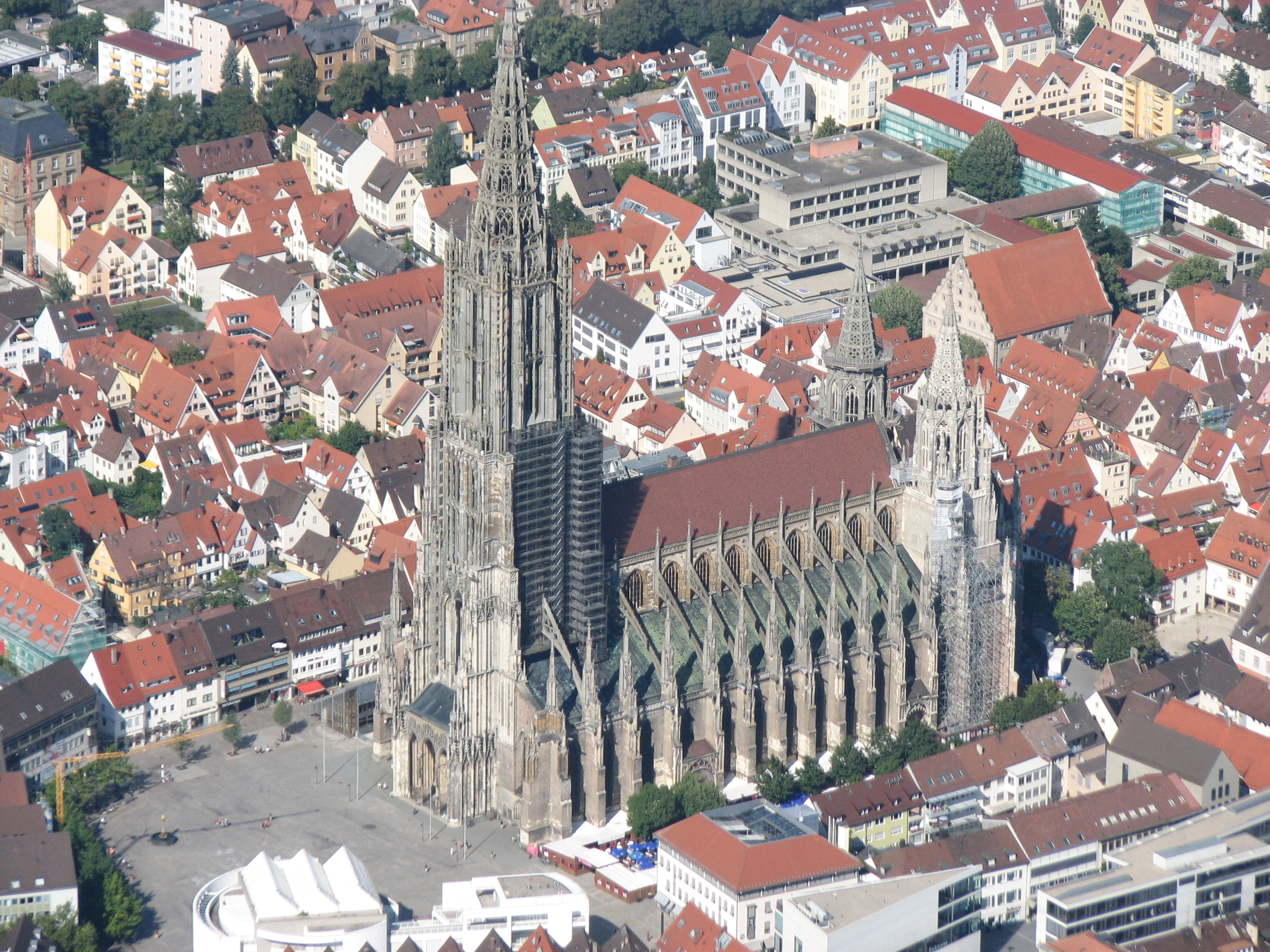
Veduta aerea del Duomo di Ulma

Non fu mai una cattedrale, infatti il termine Münster, come Dom (duomo), indica semplicemente una chiesa maggiore. È il maggiore edificio religioso della città di Ulma, nella regione del Baden-Württemberg, e una delle più grandi chiese d'Europa.
Costituisce uno dei migliori esempi dell'architettura gotica in pietra, nonostante grandi parti della struttura siano in mattoni. Il suo volume è quasi uguale a quelli della basilica di Santa Maria di Danzica e la Frauenkirche di Monaco di Baviera.
Il suo campanile è il più alto del mondo: la sua guglia arriva a 161,53 metri, raggiungibili con 768 scalini.

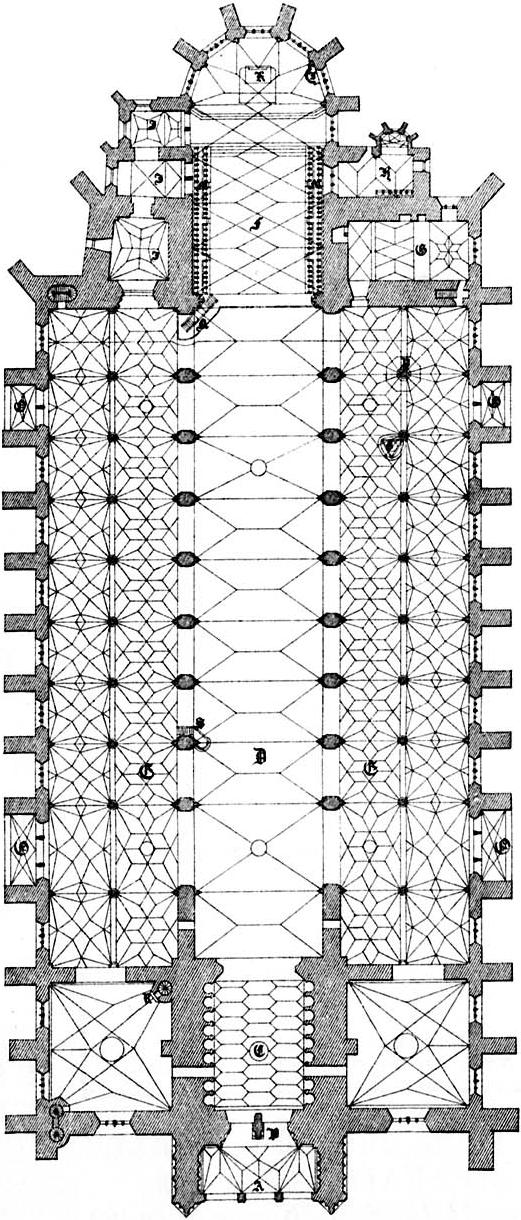
Pianta del duomo

## Storia e descrizione

### Fase medioevale 1377-1543
Nel XIV secolo la chiesa parrocchiale di Ulma si trovava fuori della cinta muraria. Fin dall'813, per decreto imperiale di Carlo Magno, la città dipendeva dall'autorità dell'abbazia di Reichenau, dalla quale voleva liberarsi. Inoltre, durante l'assedio del 1376 da parte dell'imperatore Carlo IV di Lussemburgo i cittadini non poterono accedere ai servizi religiosi. Ulma contava all'epoca circa 10 000 abitanti e si decise dunque di erigere una nuova grande chiesa dentro le mura. I suoi residenti ne finanziarono la costruzione. La prima pietra fu posta dal borgomastro Ludwig Krafft il 30 giugno 1377, e come architetto venne nominato Heinrich Parler, capostipite della grande famiglia di architetti, che aveva già costruito, tra il 1325 e il 1330, la cattedrale di Santa Croce a Schwäbisch Gmünd e in seguito lavorato alla vecchia parrocchiale cittadina fuori le mura. il progetto prevedeva una sala scaglionata con pianta basilicale a tre navate, una grande torre a ovest e un coro sporgente a est affiancato da due campanili. L'altezza della navata centrale nel progetto originale doveva essere uguala all'altezza del coro. In una chiesa a sala così concepita le forze laterali della navata centrale e delle navate collaterali sono in equilibrio. Heinrich iniziò il cantiere dal coro, costruendone le parti inferiori e le basi delle torri. Nel 1381 Michael Parler, che in precedenza aveva lavorato alla cattedrale di Praga, continuò la costruzione della navata. Alla morte di Heinrch, nell'aprile 1387, la direzione del cantiere passa a un nipote, Enrico di Gmünd, che la terrà fino al 1391 quando otterrà l'incarico per la Fabbrica del Duomo di Milano.

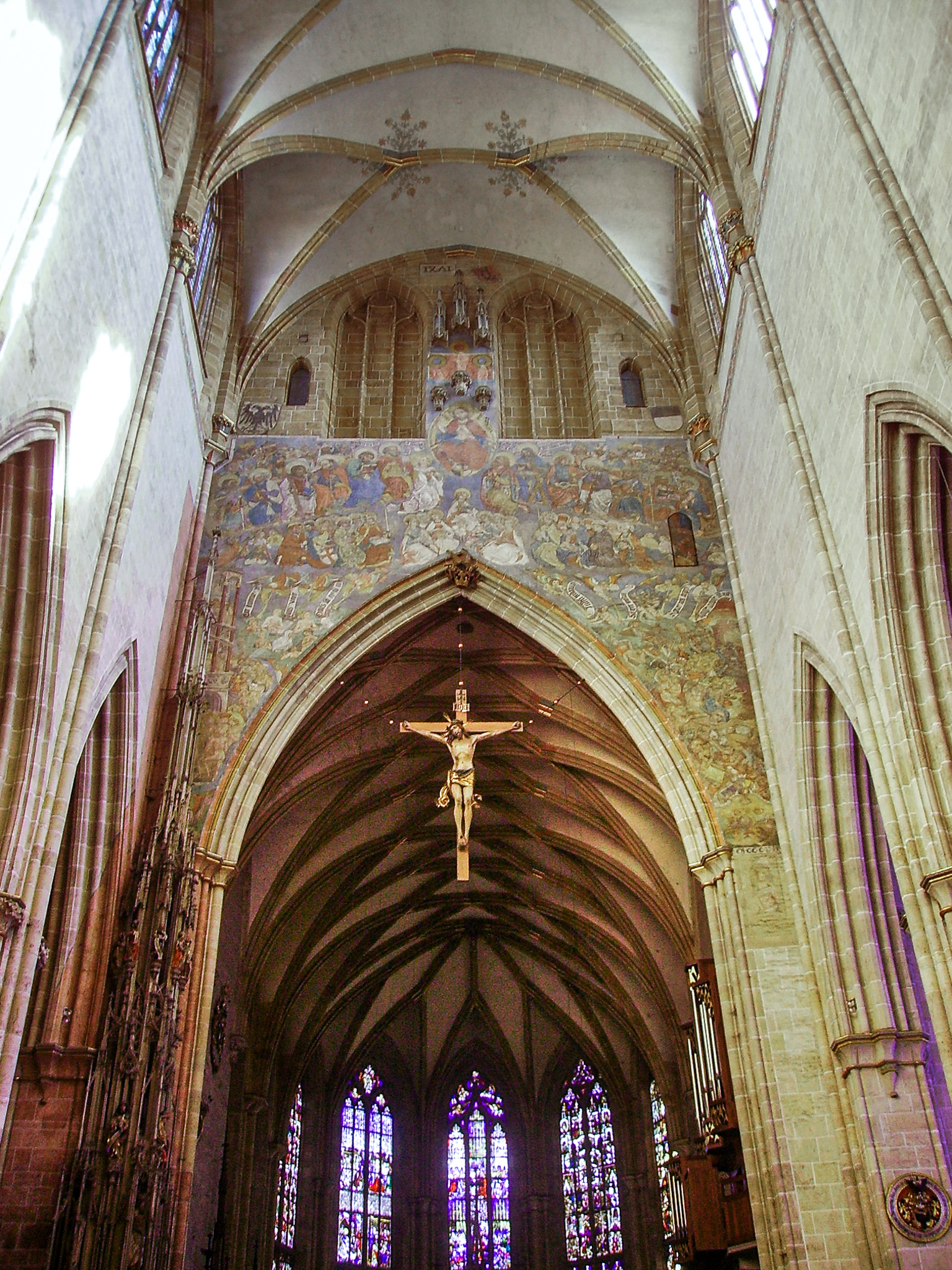
Coro con altezza dei Parler, navata centrale con altezza dei Ensinger
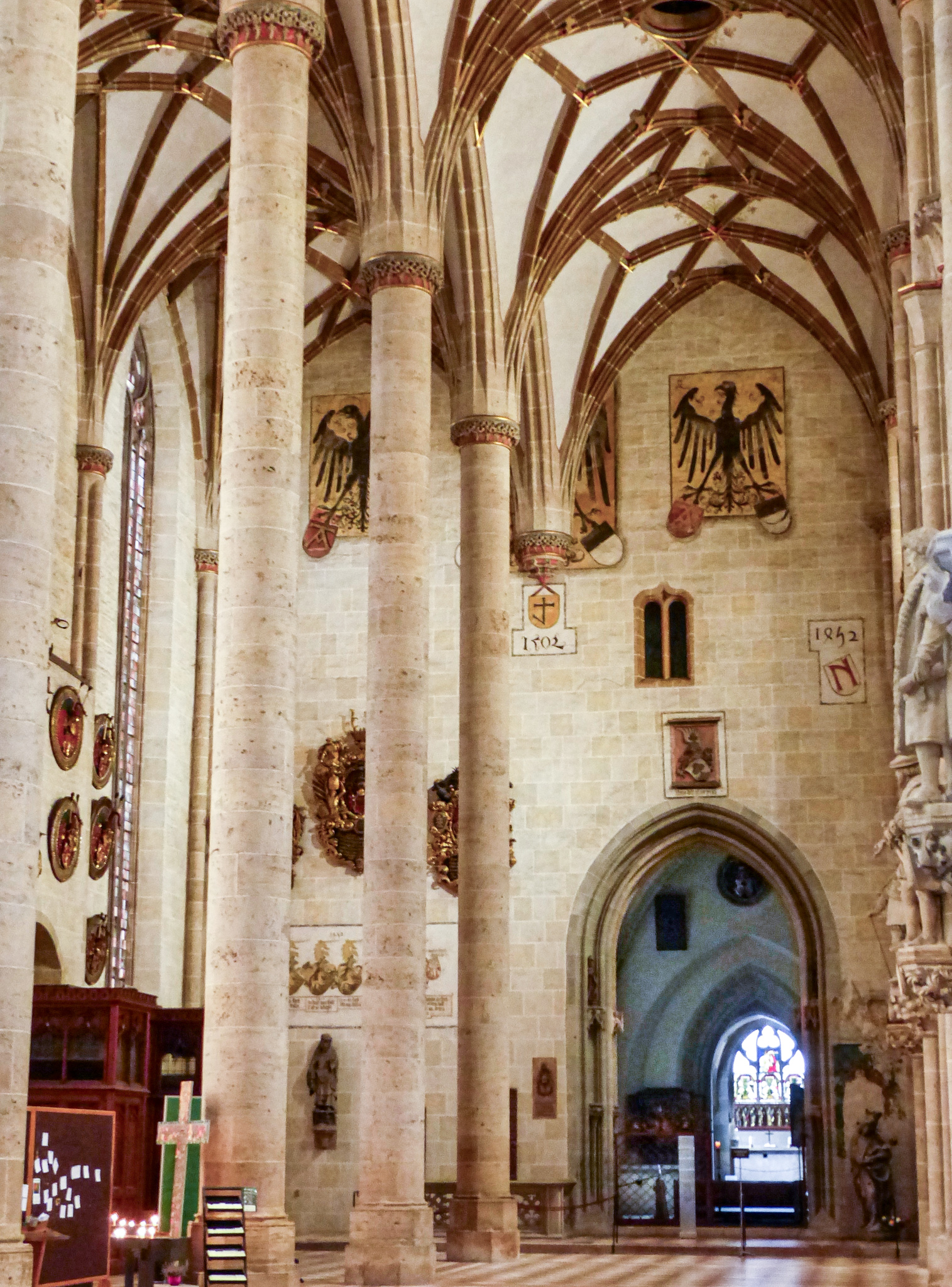
Navata collaterale settentrionale divisa, vedi le aquile imperiali
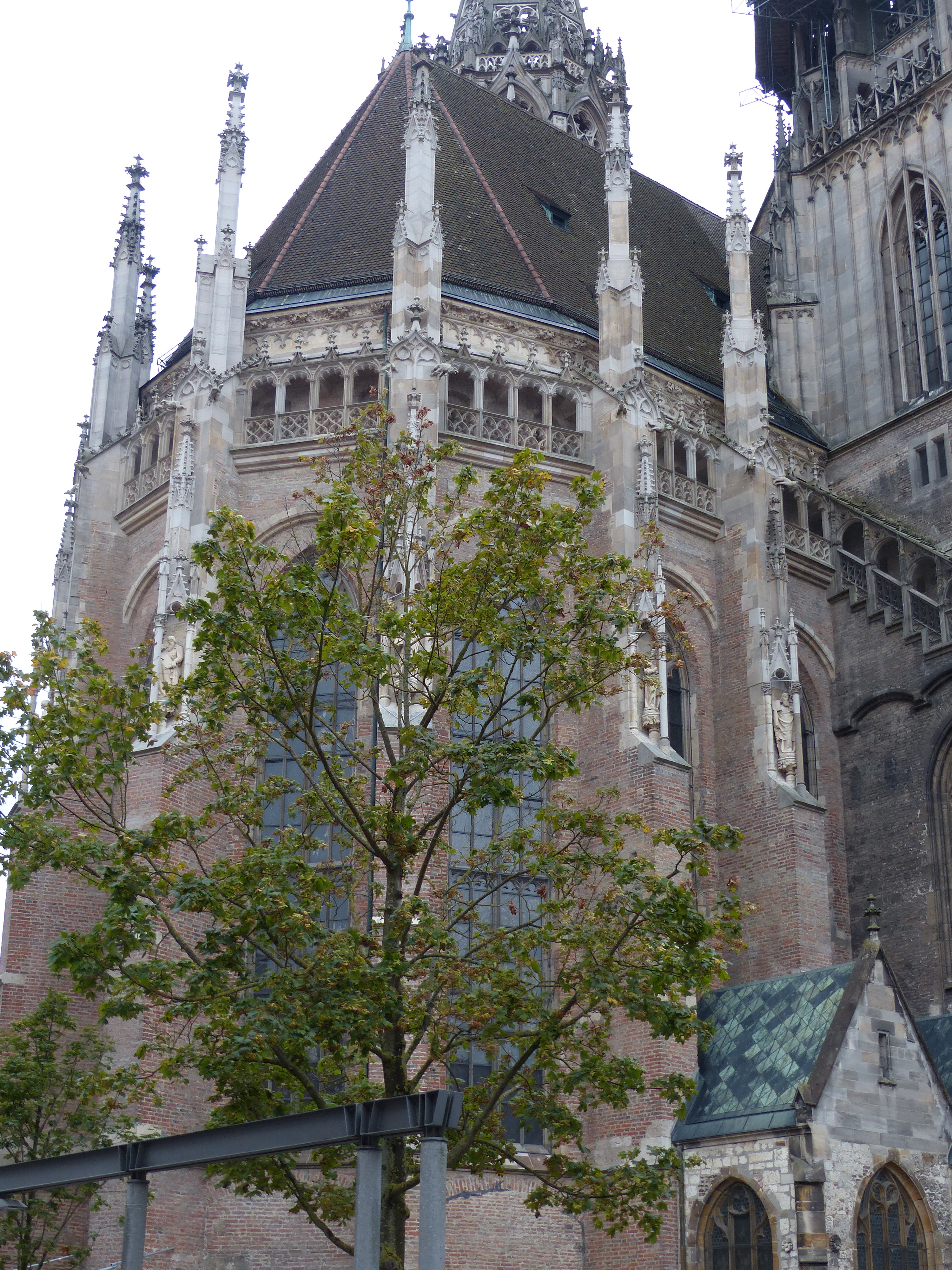
Coro – laterizio e pietra
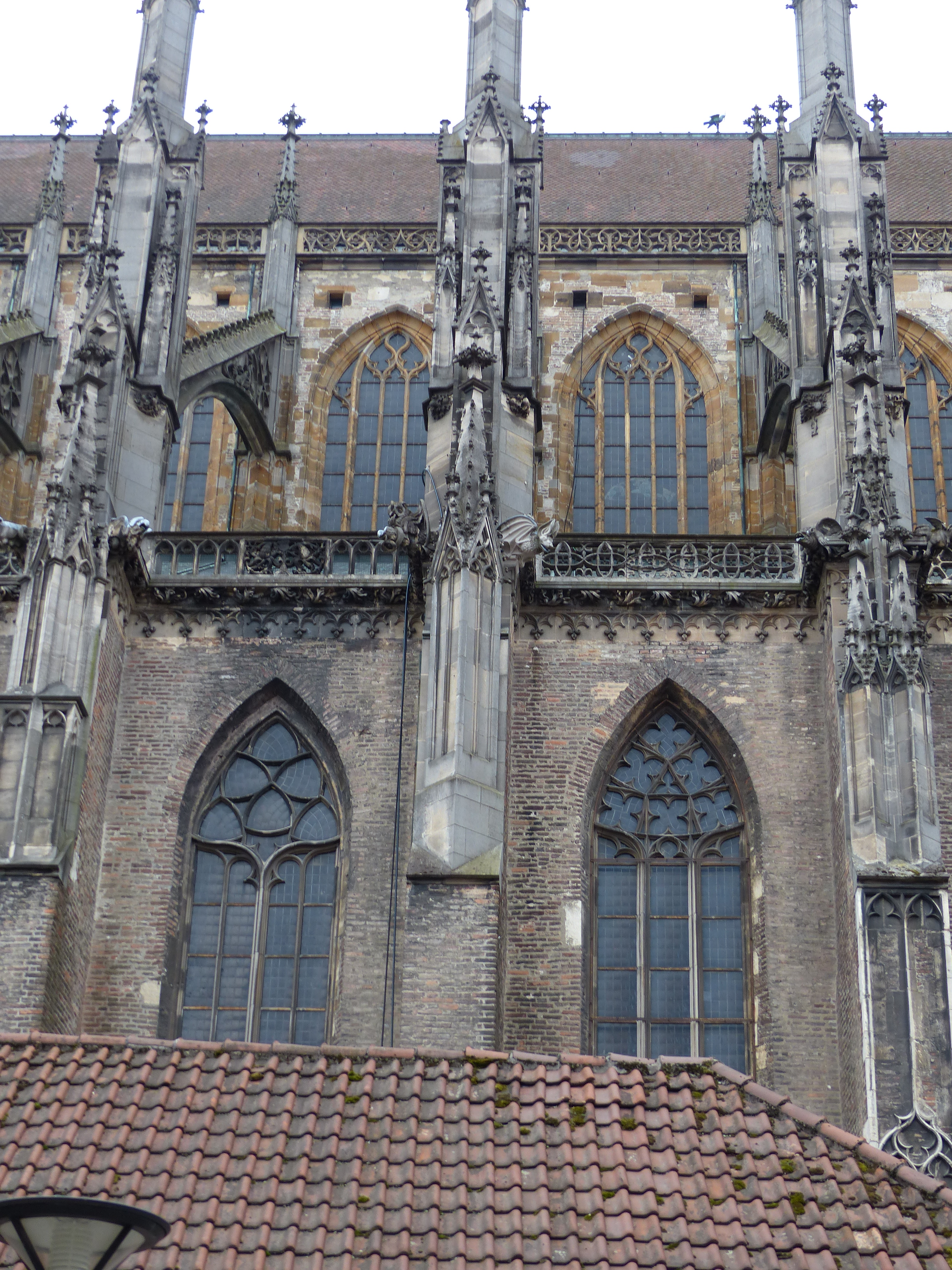
Lato settentrionale della navata

Nel 1392 venne nominato architetto Ulrich Ensinger, che aveva già lavorato a Praga e a Strasburgo (alla torre della cattedrale). A Ensinger, che in seguito lavorerà anche alla costruzione del duomo di Milano, si deve il progetto della torre, che voleva essere la più alta torre della cristianità. Per una maggiore armonia ottica cambiò il progetto rialzando la navata centrale, dando luogo a una struttura basilicale. Per questo le forze delle navate laterali larghe e della navata centrale scaricavano sui pilastri ad altezze differenti.
Il 25 luglio 1405, con una copertura temporanea, si procedette alla consacrazione dell'edificio. 
Nel 1446 il cantiere passa a suo figlio, Matthias Ensinger, che termina l'arco trionfale nel 1449 e le volte della navata laterale nord nel 1452. Gli succede nel 1477 Matthäus Böblinger che cambia i progetti, in particolare quelli della torre principale. Tuttavia già alla sua epoca si manifestarono i primi cedimenti strutturali. Gli squilibri della struttura cambiata iniziarono a causare problemi di statica. Nel 1492 si dovette procedere alla riedificazione delle navate laterali, ora concepite più basse a sostegno della futura navata mediana. Sarà Burkhard Engelberg di Augusta ad effettuare le modifiche necessarie alla stabilità: il rafforzamento delle fondamenta della torre occidentale, la demolizione delle ardite volte della navata laterale, la suddivisione delle navate con pilastri sottili supplementari e la costruzione di volte più leggere. Ciò trasformò la basilica a tre navate in una basilica a cinque navate.

### Riforma protestante

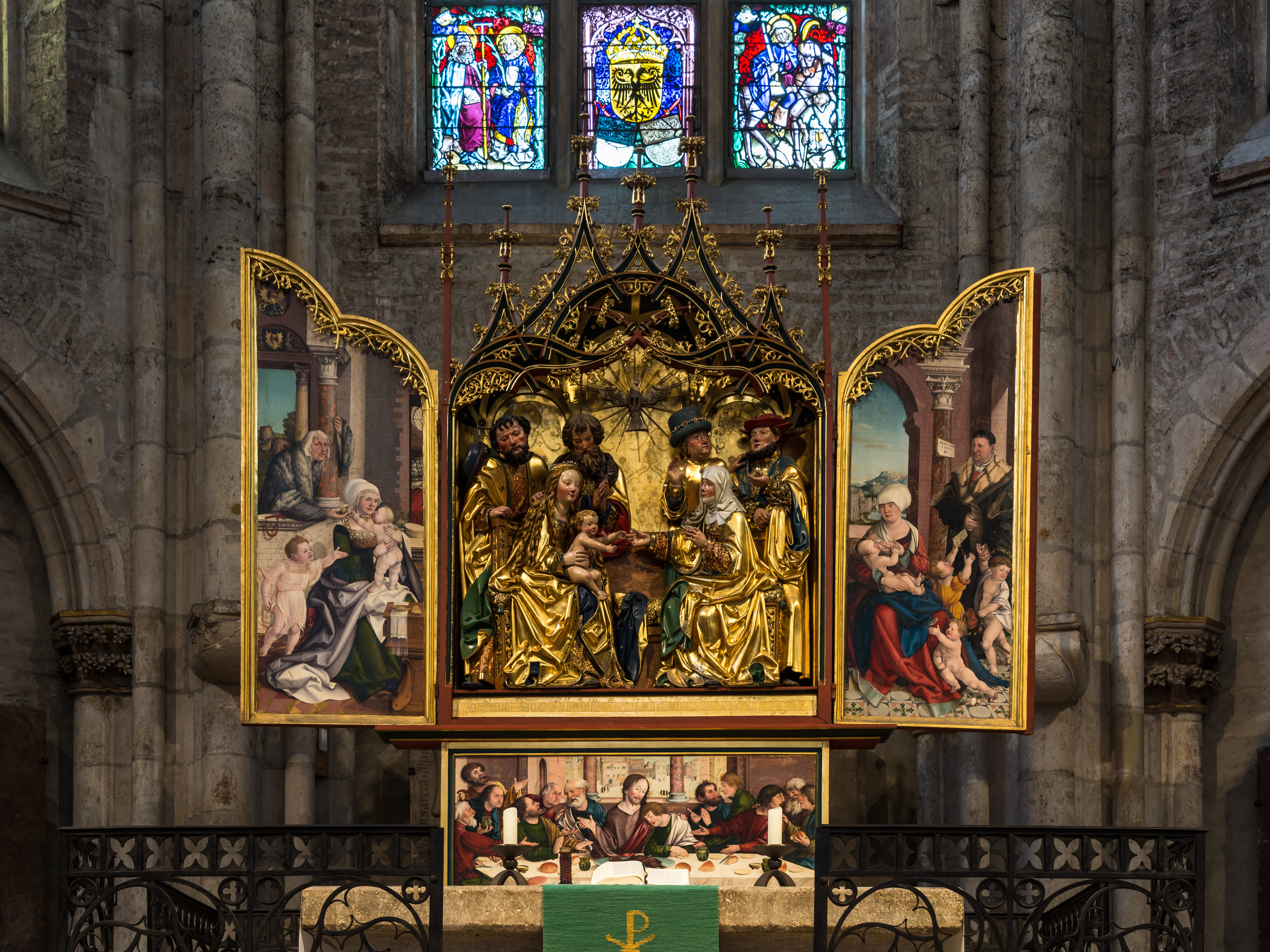
L'altare attuale risale al 1521

Probabilmente i cittadini di Ulma intrapresero la costruzione della grandissima chiesa parrocchiale e abbracciarono la Riforma protestante parzialmente per lo stesso motivo: l'indipendenza della città dalla gerarchia ecclesiastica.
La Riforma protestante giunse a Ulma nel 1530 e fu abbracciata dall'87% della popolazione, che venne consultata attraverso un referendum. Ciò trasformò l'unica chiesa parrocchiale all'interno delle mura in un tempio protestante.
Ad Ulma l'iconoclastia non fu un'azione selvaggia, ma un processo di "purificazione" metodico. Quasi tutti altari furono eliminati, ma solo pochi furono distrutti. Nei primi tempi il Consiglio cittadino raccomandò ai donatori cittadini di recuperare i loro altari e procedette a nascondere gli arredi più preziosi nei magazzini cittadini: la porta centrale, gli stalli del coro e il tabernacolo. Alcuni altari furono donati a parrocchie di campagna nel territorio della città libera e a tutt'oggi diversi arredi sono custoditi nelle chiese delle campagne della regione. La furia iconoclasta scoppiò il 19 giugno 1531, quando gli altari restanti, tra cui l'altar maggiore, numerose statue e pitture furono distrutti.
Nel 1543 a causa delle gravi tensioni politiche interne, della Riforma e dei problemi finanziari, i lavori della cattedrale vennero fermati definitivamente. La torre principale aveva raggiunto un'altezza di circa 100 m e le torri del coro circa 32 m.

### Seconda fase 1844-1890

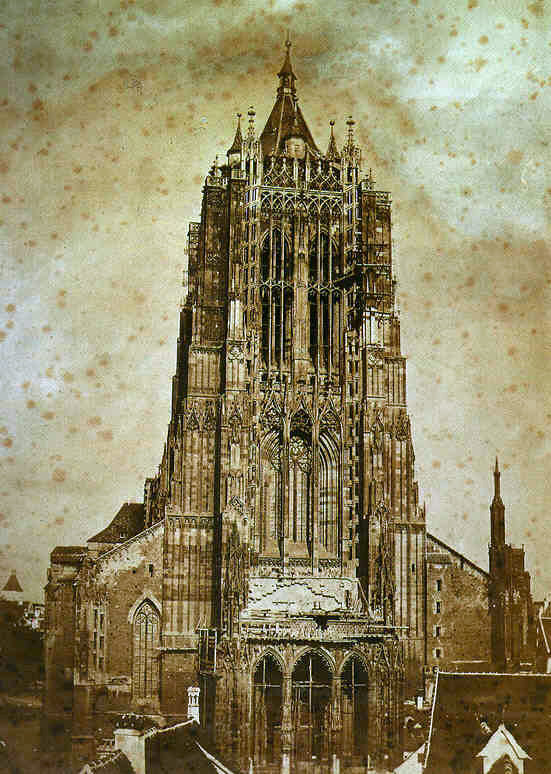
Fotografia del duomo nel 1854, come appariva fra il Cinquecento e le aggiunte neogotiche ottocentesche

Con l'avvento della Rivoluzione Industriale e la costruzione della ferrovia si ebbe una forte ripresa economica cittadina. Inoltre le nuove tendenze per un gusto neogotico portarono nel 1844 alla decisione di riaprire il cantiere della cattedrale, fermo da tre secoli, al fine di completare le tre torri secondo i progetti originali del Medioevo. Architetti dell'imponente fabbrica furono dapprima Ferdinand Thrän, in carica fino al 1870, e poi Ludwig Scheu dal 1871 al 1880.
Dal 1880, tuttavia, si dovette intraprendere anche una campagna di restauri che, protendendosi fino al 1885, arrestò ancora una volta il cantiere prima del completamento del pinnacolo della torre principale. In seguito l'architetto August von Beyer riprese i lavori di costruzione, che videro finalmente completata la guglia il 31 maggio 1890. La torre raggiungeva il record di 161,53 metri d'altezza, aumentata rispetto ai piani originali di dieci metri. Era la costruzione in muratura più alta del mondo, superando di quattro metri e mezzo la cattedrale di Colonia, le cui torri misuravano 157 metri.
Il 29 giugno 1890 ci fu una grandiosa cerimonia d'inaugurazione. Per l'occasione venne fondato il Verein für klassische Kirchenmusik (Società per la musica sacra classica) che con i suoi 320 cantanti e sotto la direzione del Maestro-organista Johannes Graf eseguì l'oratorio Elia di Felix Mendelssohn.

### La Guerra mondiale
Le 17 dicembre 1944 un raid aereo degli Alleati colpì Ulma, distruggendo la quasi totalità della città nord-occidentale e la stazione. Il Duomo fu danneggiato solo lievemente, mentre tutti gli altri edifici della piazza (Münsterplatz) furono gravemente colpiti e circa l'80% del centro medievale devastato.

## Descrizione

### Esterno
La grandiosa massa architettonica gotica, uno dei massimi esempi del Gotico tedesco, è dominata dall'altissima torre campanaria posta sulla facciata e ritmata, nei fianchi, da innumerevoli contrafforti svettanti e archi rampanti. Il coro sporge per 29 metri, serrato fra due torri gemelle di 86 metri d'altezza.
Precede la torre un altissimo portico a tre slanciatissime arcate ogivali adorno di statue eseguite intorno al 1420 dal maestro Hartmann.
Contro i pilastri che cingono l'abside, vi sono otto splendide statue di profeti, eseguite nello stile di Peter Parler fra il 1380 e il 1390.

#### Portali

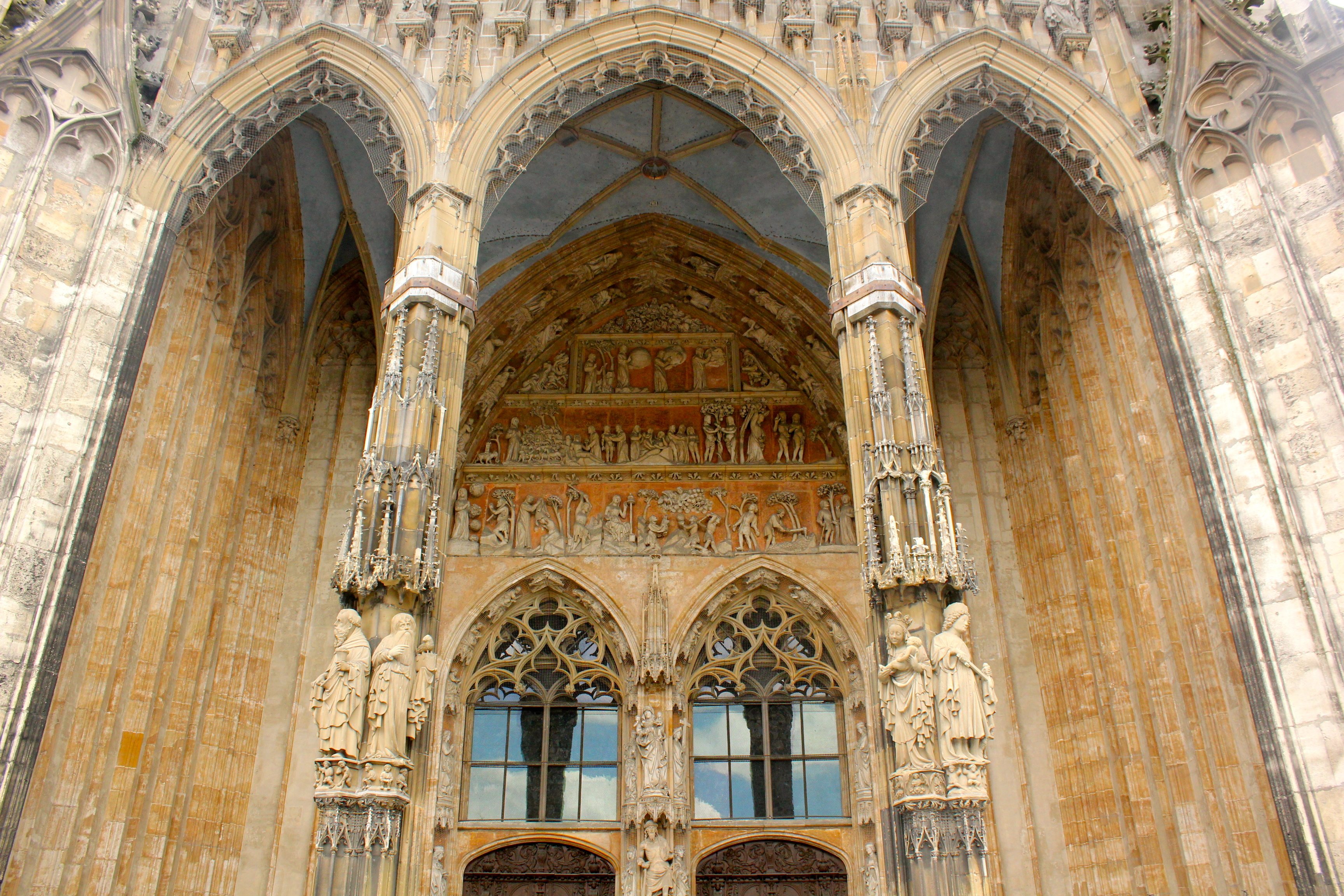
Il portale principale sotto il portico

##### Portale Maggiore

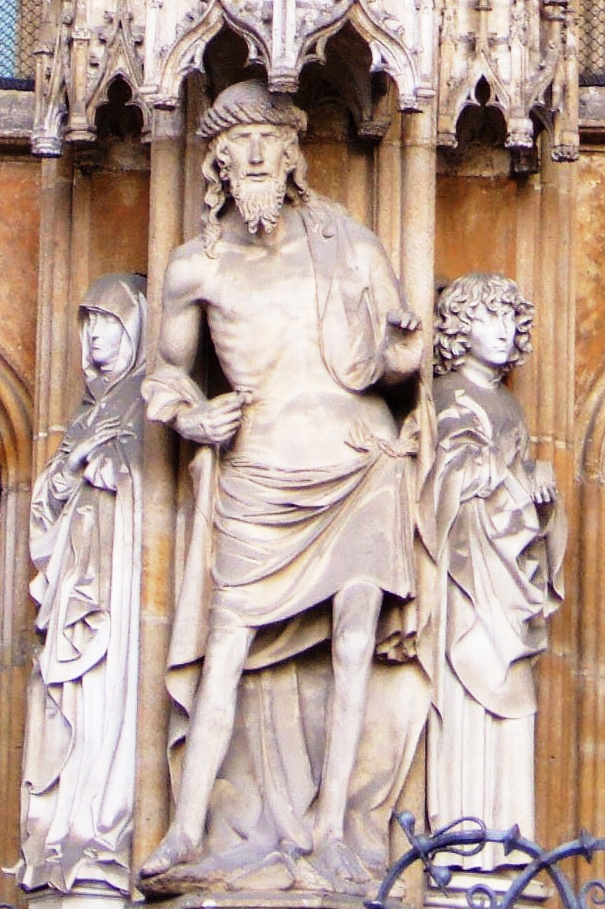
Ecce Homo, capolavoro di Hans Multscher, 1429

Sotto il portico si apre il portale principale, gemino, risalente al 1380. Il portale racconta, in un programma teologico molto complesso e sofisticato, la storia della Genesi e, in secondo piano, il Giudizio Universale. Con queste rappresentazioni del timpano si unisce l'inizio e la fine della "Storia del mondo", come descritti nella Bibbia. Ci si riferisce anche alla figura di Cristo, definito anche come l'alfa e l'omega, il principio e la fine, il giudice e la sofferenza dell'uomo. Ciò si riflette anche nella statua Ecce Homo sul pilastro centrale del portale, capolavoro dello scultore Hans Multscher, del 1429 (ora una copia, l'originale è all'interno del coro della cattedrale sul pilastro sud). 
Il timpano è diviso in tre fasce orizzontali atte a descrivere le Storie della Creazione. La parte più interessante è la fascia in alto, dove, inquadrato in un rettangolo, è Dio nell'atto di creare la terra come una palla rotante, circondata da "sfere planetarie"; una prova alquanto particolare della visione medievale del mondo (da notare anche sul portale nord della cattedrale di Friburgo, riferendosi piuttosto a visioni del mondo antico testualmente ripreso dalla Bibbia. Nei tre angoli attorno a questa parte del timpano è raffigurato in secondo piano il Giudizio universale. Negli archivolti vi sono le statue degli apostoli, negli stipiti quelle degli evangelisti, padri della Chiesa e martiri. Selva scultorea realizzata in legno e dipinti in finta pietra dalla bottega di Jörg Syrlin il Giovane, splendido esempio del cosiddetto Stile internazionale.

##### Portali laterali

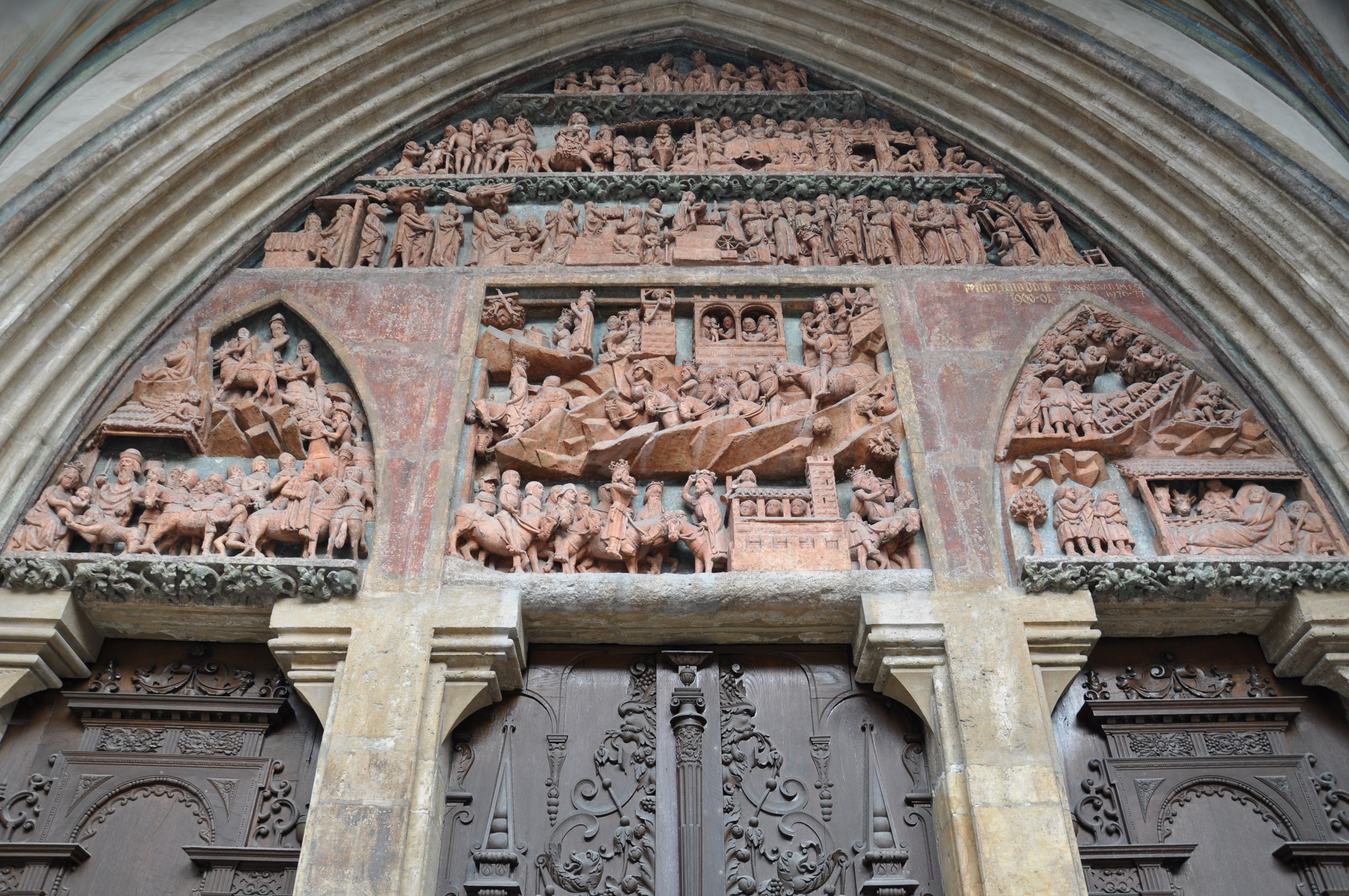
il Portale maggiore della Madonna, del 1380

Sui due fianchi del duomo si aprono quattro bei portali, due per lato:
- Portale maggiore della Madonna che si apre sul lato sud-ovest del duomo è il più bello dei quattro; probabilmente in origine era destinato ad essere il portale principale. Risale al 1380 e nel timpano è illustrata la vita della Vergine secondo lo stile dei Parler. Nel '400 vennero aggiunti i tre rilievi dell'Adorazione dei Magi: la Nascita di Gesù, il Corteo dei Magi e l'Adorazione del Bambino.
- Portale minore della Madonna, a nord-ovest della cattedrale. Nel timpano vi sono la Natività e l'Adorazione dei Magi, del 1356, probabilmente appartenenti alla vecchia parrocchiale fuori le mura.
- Portale della Passione si apre sul lato nord-est e mostra scene della Passione di Cristo, del 1370
- Portale del Giudizio, a sud-est, riporta le scene del Giudizio Universale risalenti al 1360 e provenienti dalla vecchia parrocchiale extra moenia.

## L'interno

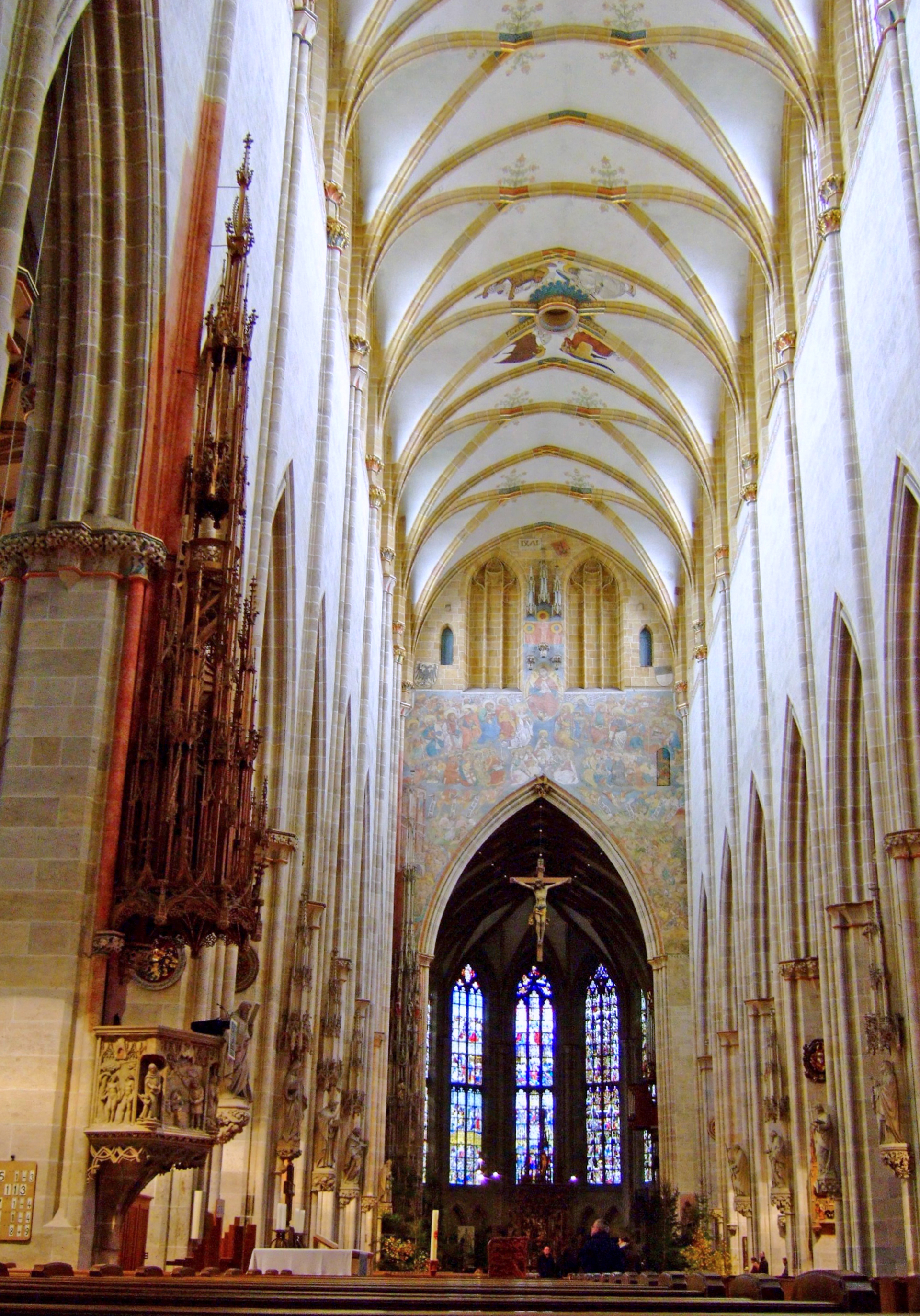
L'interno col pulpito tardogotico e l'affresco del Giudizio Universale

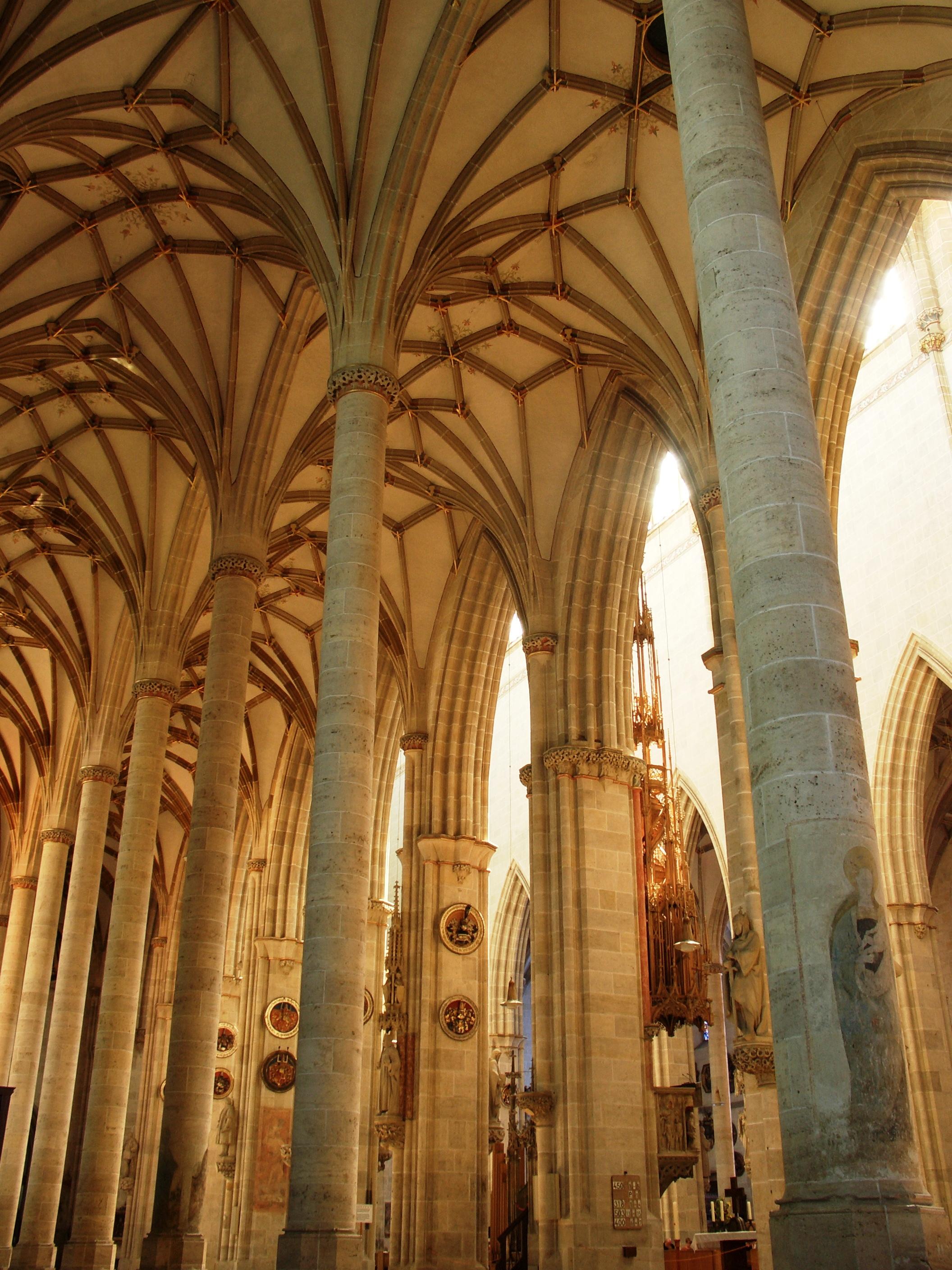
Veduta delle navate laterali

L'interno del duomo, di grandiose proporzioni, è a pianta basilicale con profondo Coro absidato. A fianco del coro, sotto le due torri, sono ricavate tre cappelle. 
L'edificio è diviso in cinque navate, la centrale separata da poderosi pilastri a fascio che s'innestano sugli arconi ogivali, e le laterali da esili e svettanti colonne cilindriche che reggono belle volte a stella.
Una sorta di Nartece è costituito dalla parte architettonica sottostante la torre principale, all'ingresso della cattedrale.
Ai pilastri divisori della navata centrale sono posti 29 mensoloni reggenti una serie di belle statue di Santi con baldacchini gotici. Vennero realizzate fra il 1383 e il 1391; quelle al quinto e sesto pilastro di destra, opera del cosiddetto Maestro del Rammendo sono ritenuti uno dei capolavori della scultura tedesca
Al secondo pilastro a sinistra è il mirabile Pulpito tardogotico realizzato nel 1498-99 dal maestro Burkhard. La copertura lignea superiore, che arriva a un'altezza di circa 20 metri, è opera di Jörg Syrlin il Giovane, che la realizzò a partire dall'anno 1510 e lasciò il legno naturale, senza dipingerlo o dorarlo, come di consueto all'epoca in Germania.
Alla fine della navata centrale, nell'arco di trionfale del coro, è il gigantesco affresco del Giudizio Universale, realizzato nel 1471 da Hans Schüchlin. Con i suoi 145 metri quadrati, è uno dei più grandi affreschi a nord delle Alpi.

### Coro

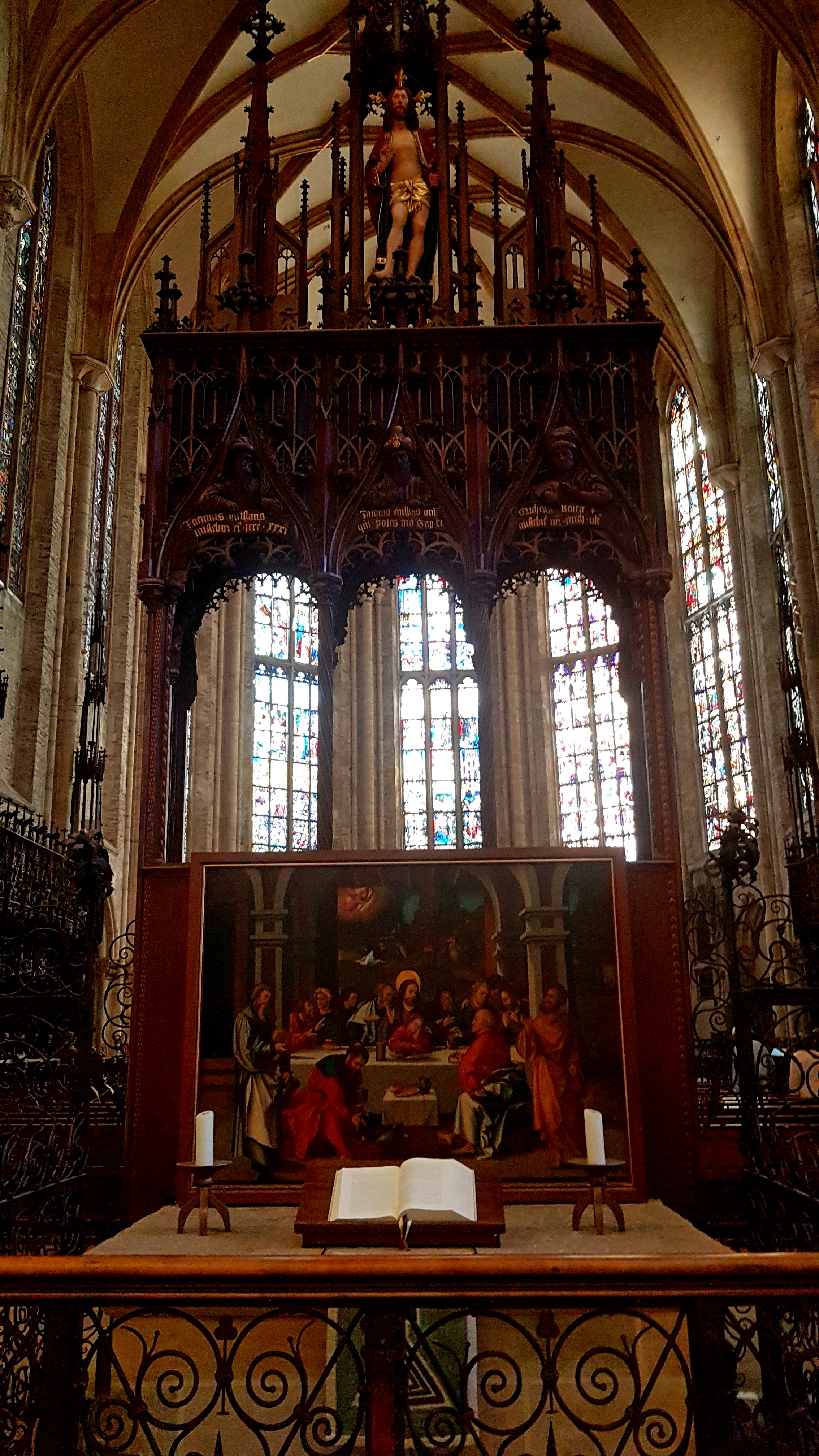
Hutzaltar, l'altare del crucifisso

Il profondo coro absidato poligonale che si propende verso ovest dall'aula, è illuminato da uno splendido ciclo di vetrate del XV-XVI secolo e conserva un mirabilissimo arredo originale costituito da 89 stalli lignei, ritenuti i più preziosi banchi gotici di Germania.
In fondo, al centro del poligono absidale è l'Heilige-Sippen-Altar , "Altare della Sacra Parentela", che funge da altare maggiore dopo che l'originale venne distrutto dall'iconoclastia nel XVI secolo. Questo altare, detto anche Hutzaltar dal nome del committente, l'abate Laux Hutz, risale comunque al XVI secolo, e mostra le ali dipinte da Martin Schaffner a partire dal 1521 e la pala scolpita, dipinta e dorata dallo scultore locale Niklaus Weckmann. Nella predella è l'Ultima Cena dipinta da Hans Leonhard Schäufelein nel 1515 e ispirata a quella di Leonardo.

#### Vetrate

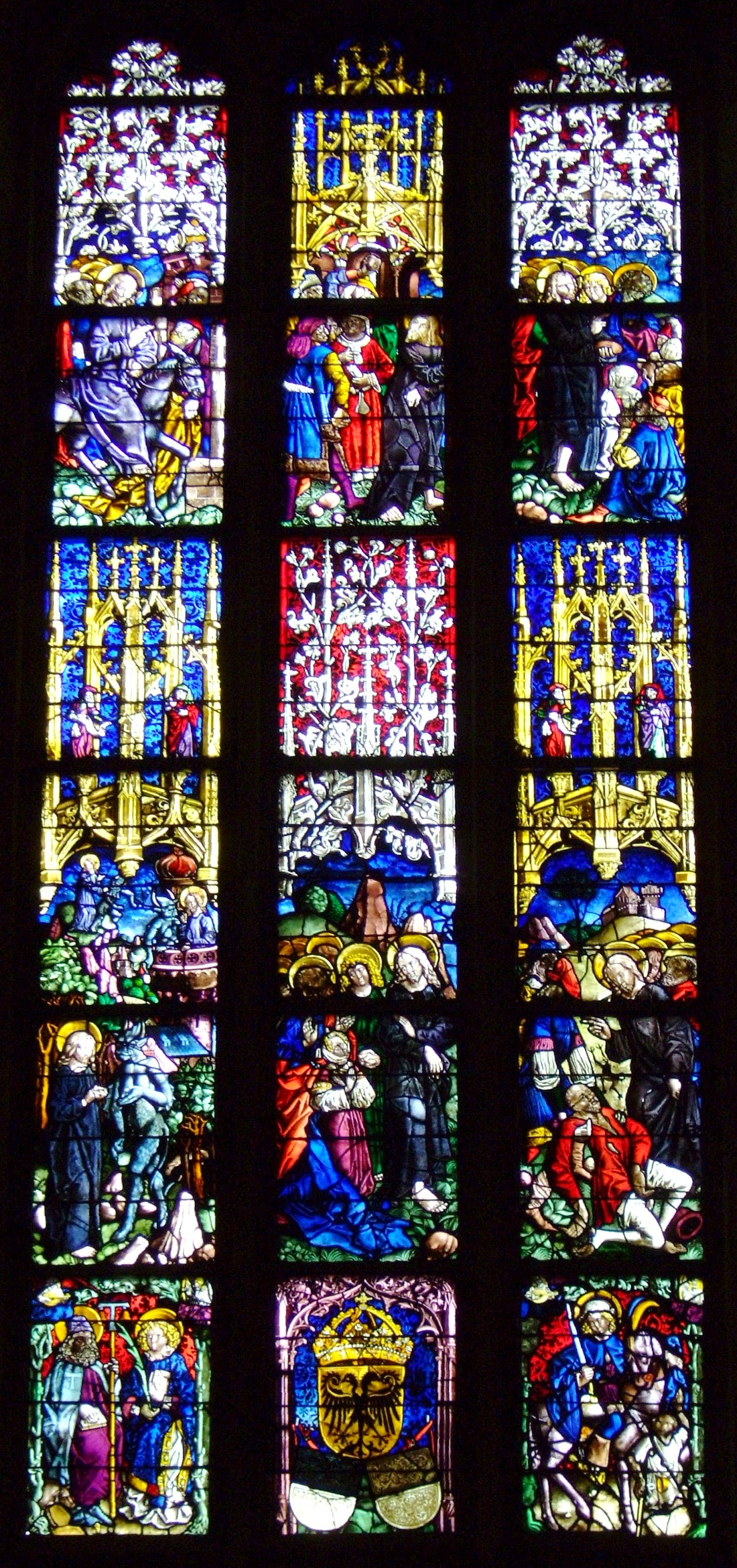
Parte inferiore della Ratsfenster, 1480

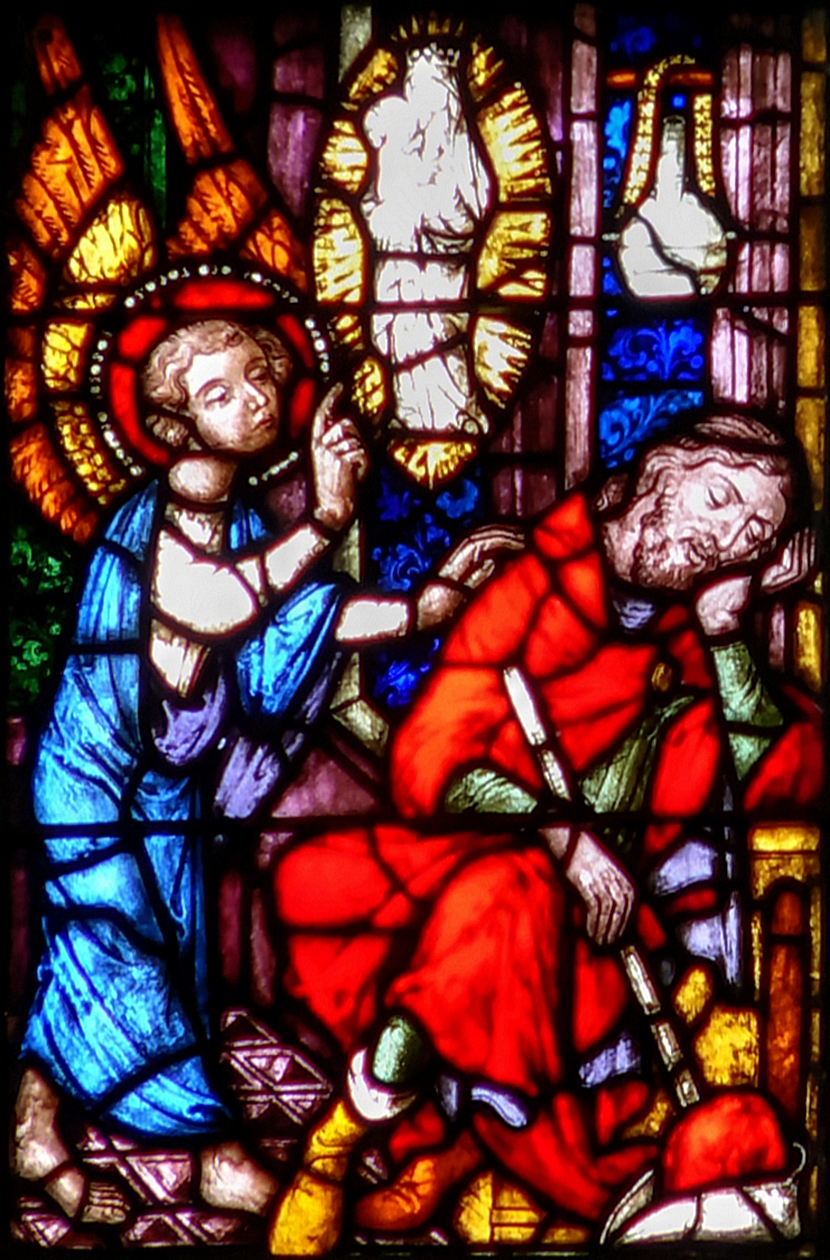
Il Sogno di Giuseppe nella Anna-Marienfenster, 1385

La cattedrale ospita una gran quantità di vetrate, per lo più semplici e realizzate nel XIX secolo. Tuttavia emerge un prezioso ciclo realizzato fra il XIV e il XV secolo che adorna i finestroni del poligono decagonale del Coro. Misurano 15 metri d'altezza e da sinistra a destra sono:
- Fenster der beiden Johannes, Vetrata dei "due Giovanni". Riporta nella parte superiore le storie bibliche di san Giovanni Battista con, dall'alto in basso, il Battesimo di Gesù, la Predicazione, la Festa di Erode, Decapitazione e Sepoltura. Nella parte inferiore sono rappresentate le lstorie del discepolo San Giovanni evangelista. La vetrata, realizzata dalla bottega cittadina di Jakob Acker il Vecchio nel 1385, è la seconda finestra più antica della cattedrale.
- Kramerfenster, donata dalla gilda dei mercanti (Kramer), rappresenta l'Albero di Jesse e reca episodi della Vita di Gesù: Annunciazione, la Visitazione della Beata Vergine Maria, la Nascita di Gesù, la Circoncisione, Adorazione dei Magi e la Presentazione al Tempio. La vetrata, opera del 1480 della bottega di Peter Hemmel von Andlau da Strasburgo, probabilmente ne sostituisce una più antica di Jacob Acker.
- Ratsfenster, la Vetrata del "Consiglio" venne donata dal Comune di Ulma e si trova nell'asse centrale del coro. Dedicata a Cristo mostra, dal basso verso l'alto, l'Aquila imperiale con gli stemmi di Ulma fra i Santi Antonio e Vincenzo a sinistra, e San Martino e il mendicante a destra. Sopra è la Tentazione di Gesù, Guarigione della figlia della Cananea, Guarigione dello storpio. Sopra i baldacchini è l'Entrata di Gesù a Gerusalemme, la Lapidazione e la Moltiplicazione dei pani e dei pesci. Tutta la parte superiore della vetrata è occupata dalla Risurrezione di Gesù e dall'Ascensione di Gesù.

Anche questa vetrata, opera del 1480 della bottega di Peter Hemmel von Andlau da Strasburgo, probabilmente sostituisce una più antica di Jacob Acker.
- Anna-Marienfenster, la Vetrata di "Anna e Maria", è la più antica della cattedrale, donata dalla corporazione dei tessitori, e realizzata dalla bottega di Jacob Acker nel 1385. Sviluppa 20 scene della loro vita, dall'alto in basso: Cacciata di Gioacchino dal Tempio, Ritiro di Gioacchino tra i pastori, "Sogno di Gioacchino", Incontro di Anna e Gioacchino alla Porta d'Oro. Sotto, Nascita di Maria, Presentazione di Maria al tempio, Vergine Maria al Tempio durante la tessitura. Ancora sotto, il Corteggiamento di Maria, il Sposalizio di Giuseppe e Maria, Fuga in Egitto, Visitazione di Maria a Elisabetta, il Sogno di Giuseppe e la Nascita di Gesù. La banda sottostante, probabilmente aggiunta in seguito, propone l'Adorazione dei Magi, ancora la Fuga in Egitto e la Strage degli innocenti.
- Fenster der fünf Freuden Mariens, la Vetrata delle "Cinque Gioie di Maria" venne eseguita intorno al 1400 da Jacob Acker anch'essa su commissione della Corporazione dei Tessitori. Raffigura dal basso verso l'alto: Natività, Adorazione dei Magi, Presentazione di Gesù al Tempio, la Morte della Vergine e l'Assunzione di Maria.
- Medaillonfenster, questa vetrata, eseguita da Jacob Acker fra il 1404 e il 1408, si trova nella parete adiacente destra, fuori del poligono absidale e racconta i Temi dei Vangeli della Quaresima nella messa tridentina.

#### Gli Stalli gotici

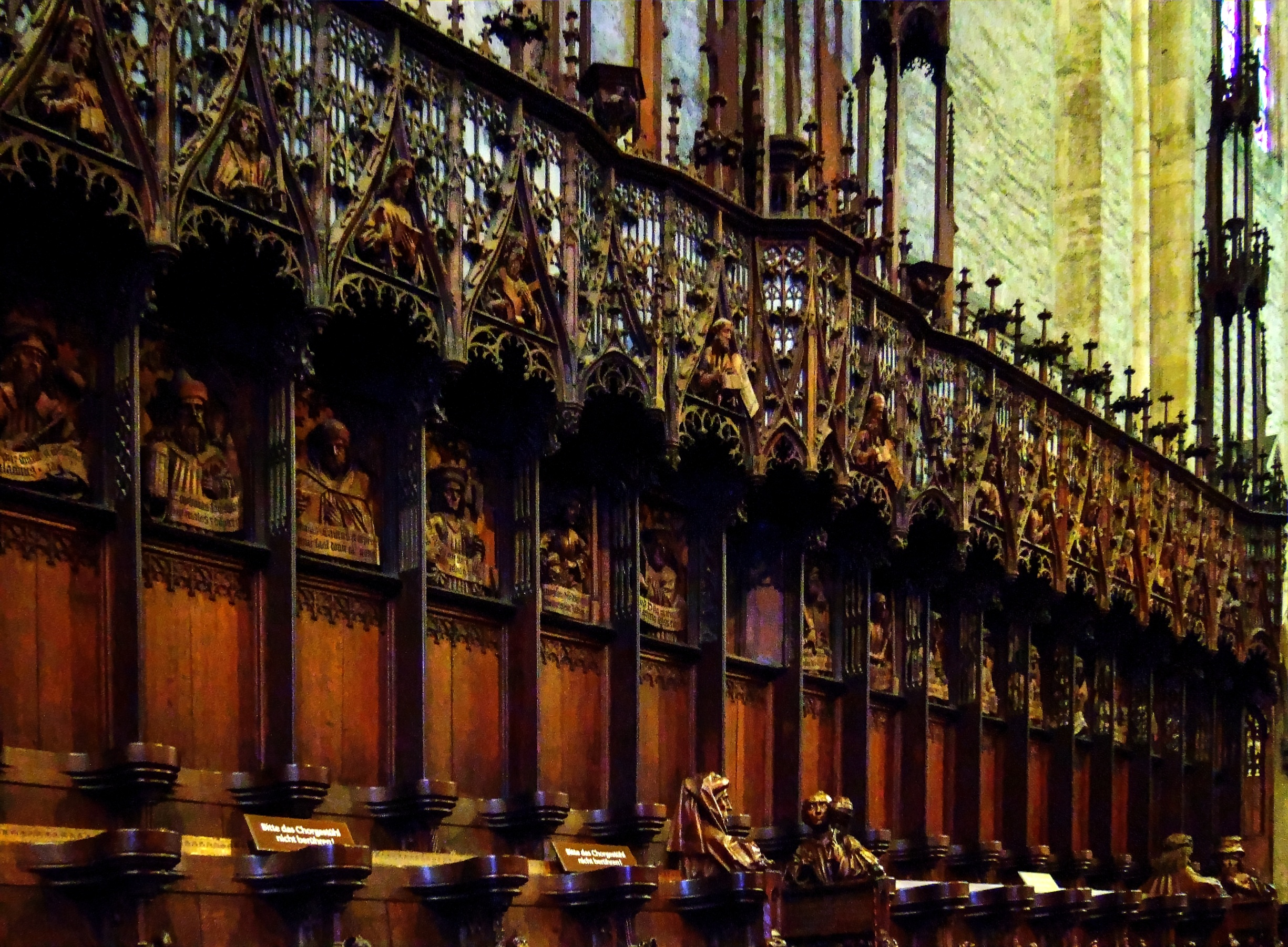
Stalli gotici del coro, opera del 1469-74 di Jörg Syrlin il Vecchio,
erano per cittadini onorevoli; il duomo non è mai stato sede di un capitolo di religiosi

Ricchissimi di centinaia di statuette, busti, baldacchini, trafori e rilievi, gli 89 scranni vennero intagliati in legno di rovere fra il 1469 e il 1474 da Jörg Syrlin il Vecchio in collaborazione con lo scultore Michel Erhart.
Gli scranni del coro si appoggiano alle pareti piatte del coro, disposti in due serie di 18 metri, lungo i lati settentrionale e meridionale. Tre posti distinti, verso l'arco di trionfo, risalgono al 1468, e vennero eseguiti Jörg Syrlin il Vecchio prima che il Consiglio cittadino gli commissionasse tutto il complesso.
Le figure del lato nord portano i nomi degli uomini illustri dell'antichità : Pitagora, Cicerone, Terenzio, Tolomeo, Seneca, Quintiliano e Secondo il Silenzioso (filosofo attico cinico neopitagorico del II secolo d.C. molto noto nel medioevo per le sue risposte alle domande dell'imperatore Adriano - tra cui "Che cosa è Dio?" - riportate nel testo anonimo Vita Secundi Philosophi). Tuttavia il primo busto è anonimo, secondo gli storici dell'arte rappresenta Virgilio e si presume sia l'autoritratto di Syrlin Jörg il Vecchio
Sul lato sud sono le donne dell'antichità rappresentate attraverso le Sibille: Frigia, Cumana, Cimmeria, Tiburtina, Ellespontica, Delfica e Libica. Il primo busto, anche qui senza descrizione, rappresenterebbe la Sibilla Persica e si presume che Syrlin Jörg il Vecchio vi abbia ritratto sua moglie. Altri due busti di Sibille sono nei primi Tre Posti.
Il maestro Syrlin firmò il coro almeno quattro volte e per questo motivo il coro era precedentemente attribuito a lui solo. Ma in seguito si constatò che furono diversi maestri al lavoro, di cui l'unico conosciuto è Michael Erhart.

## Curiosità
- Nel 1877 la Sinagoga di Ulma e il padre di Albert Einstein fecero una donazione alla chiesa affinché venisse eretta una statua del profeta ebraico Geremia, posizionata vicino al grande organo.
- Ogni Venerdì santo a Ulma ha luogo una Processione della Passione di Cristo che vede la scena finale della Crocifissione svolgersi davanti alla cattedrale. L'evento è seguito sia dai Cattolici che dai Protestanti.

## Misure e dimensioni
| Lunghezza dell'edificio: 123,56 m                  |
| Larghezza dell'edificio: 48,80 m                   |
| Altezza delle volte della navata centrale: 41,60 m |
| Altezza delle volte delle navate laterali: 20,55 m |
| Altezza della Torre Principale: 161,53 m           |
| Gradini di salita alla torre: 768                  |
| Peso stimato della Torre: 5150 t                   |
| Altezza delle Torri del Coro: 86 m                 |
| Superficie dell'edificio: 8260 m²                  |
| Volume dell'edificio: 190000 m³                    |

## Galleria d'immagini

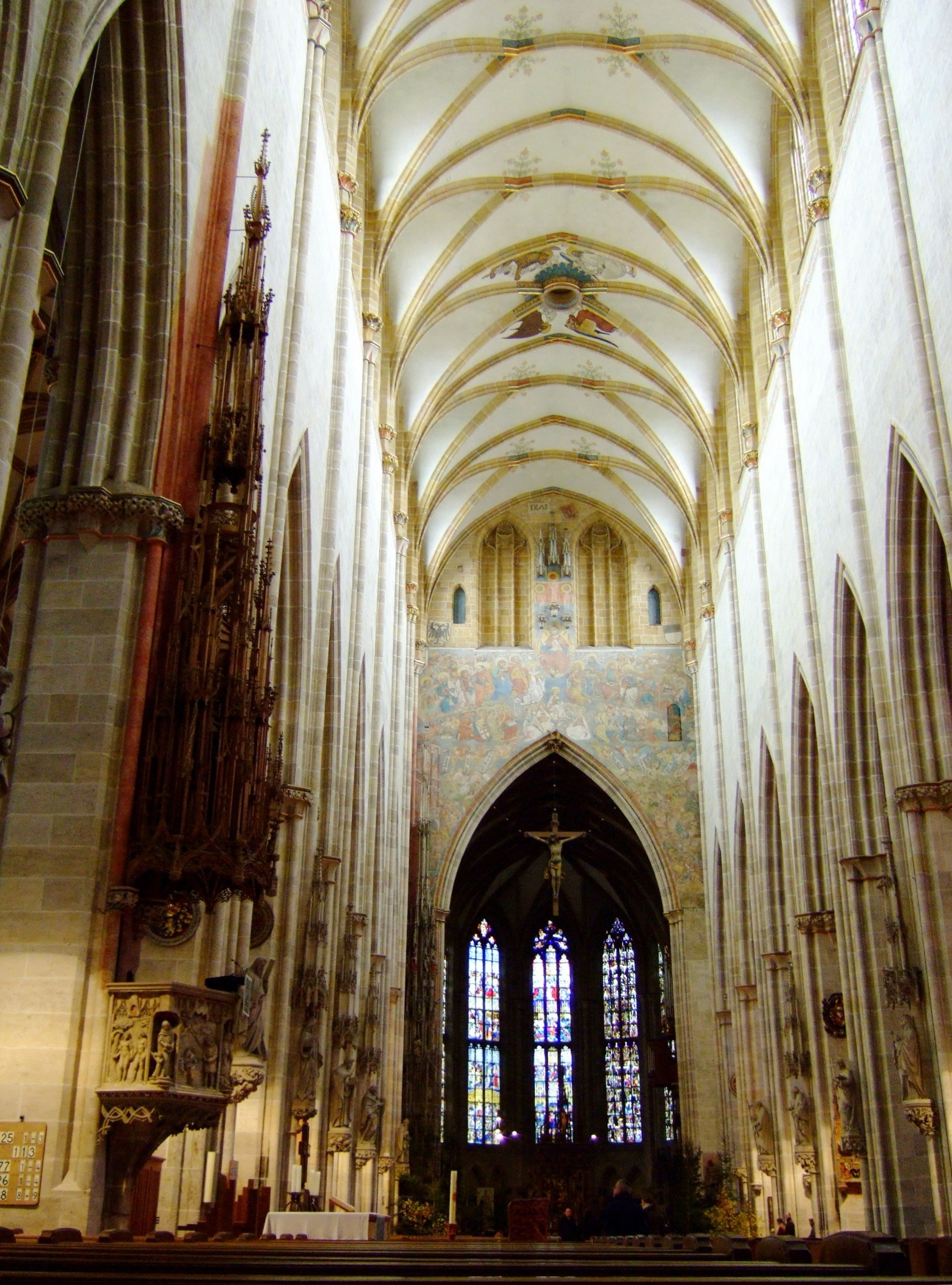
L'interno in direzione del coro
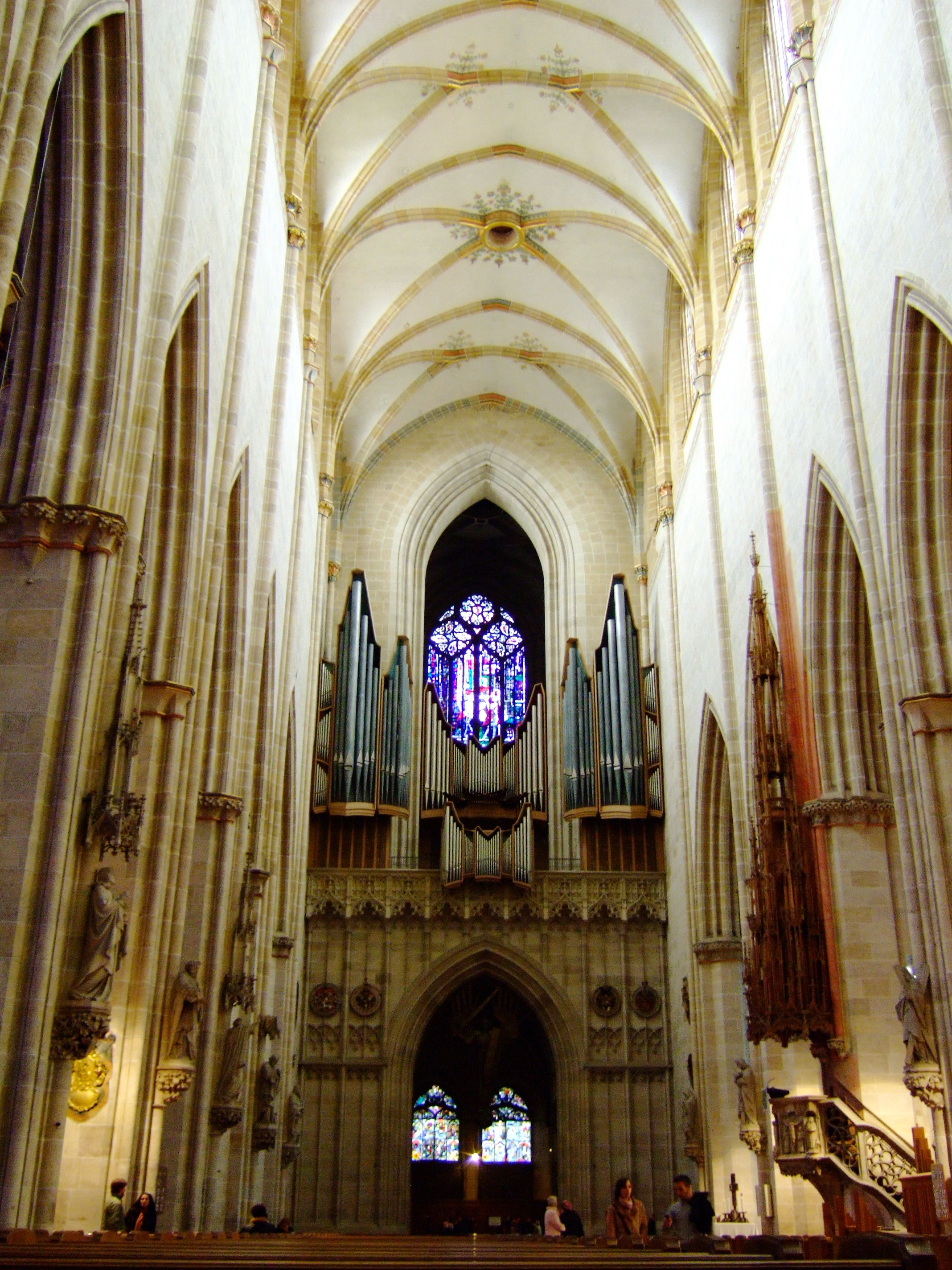
L'interno in direzione della galleria
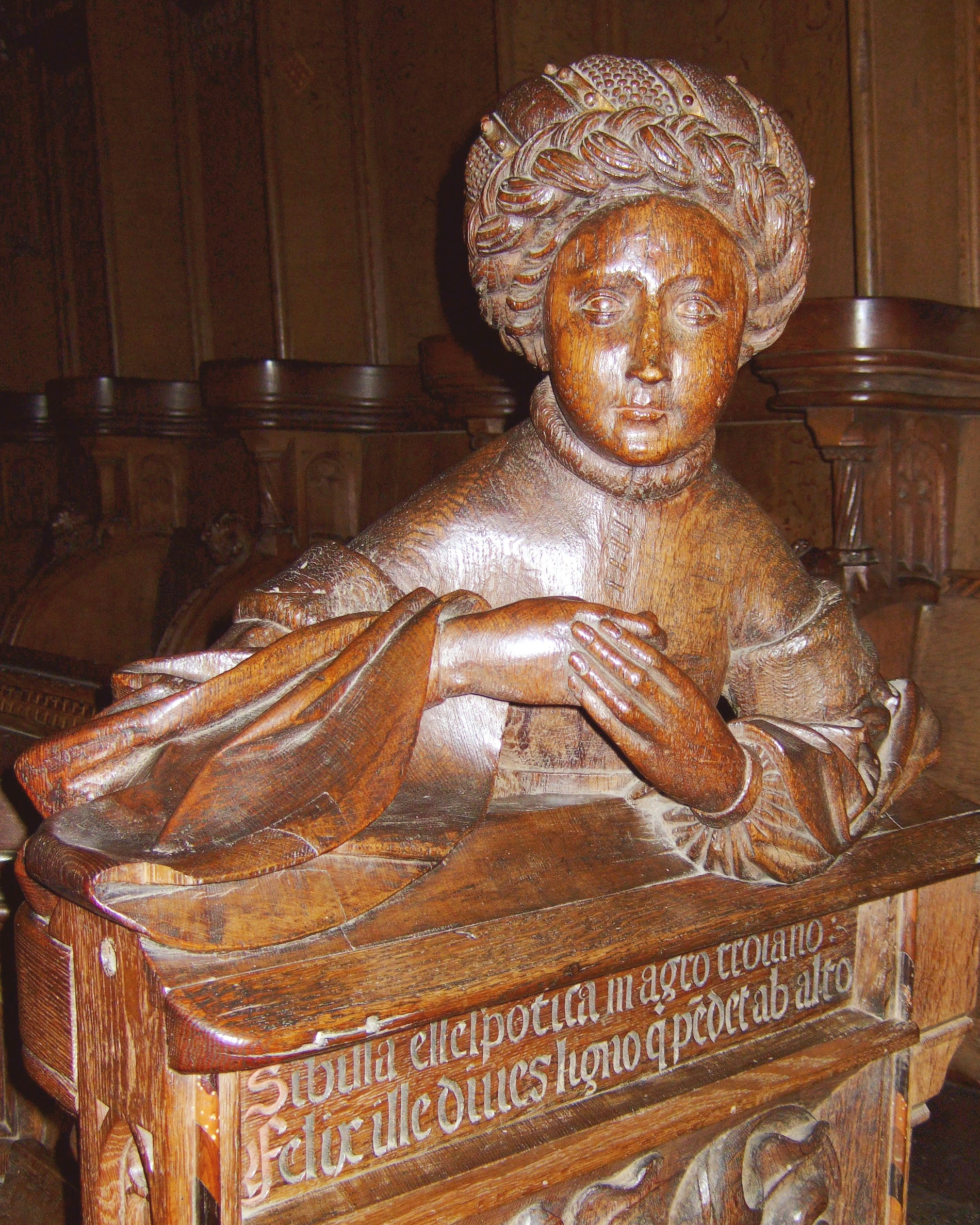
Uno dei busti di Jörg Syrlin il Vecchio (circa 1470)
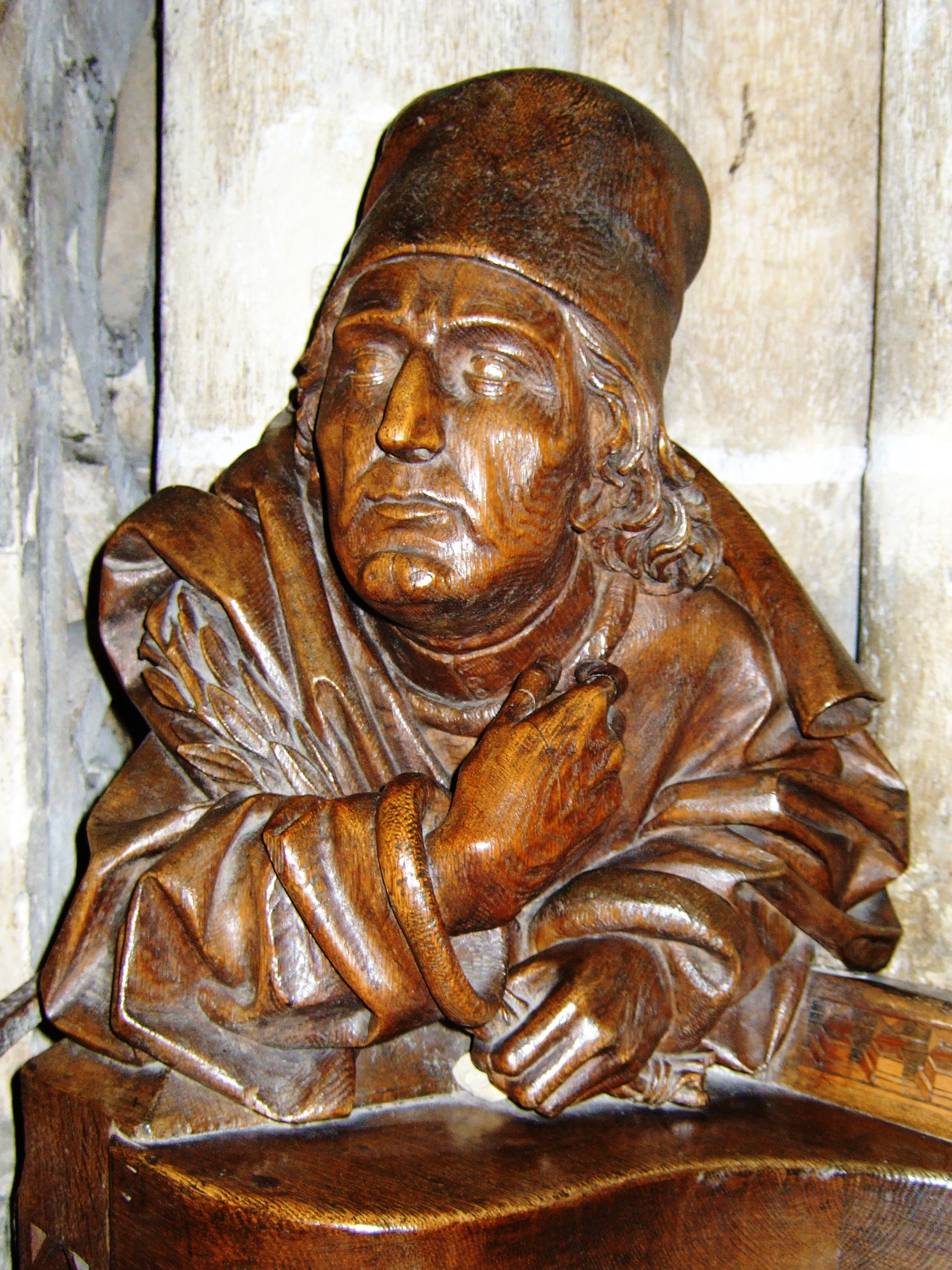
Virgilio, di Jörg Syrlin il Vecchio, probabilmente un autoritratto dello stesso Syrlin
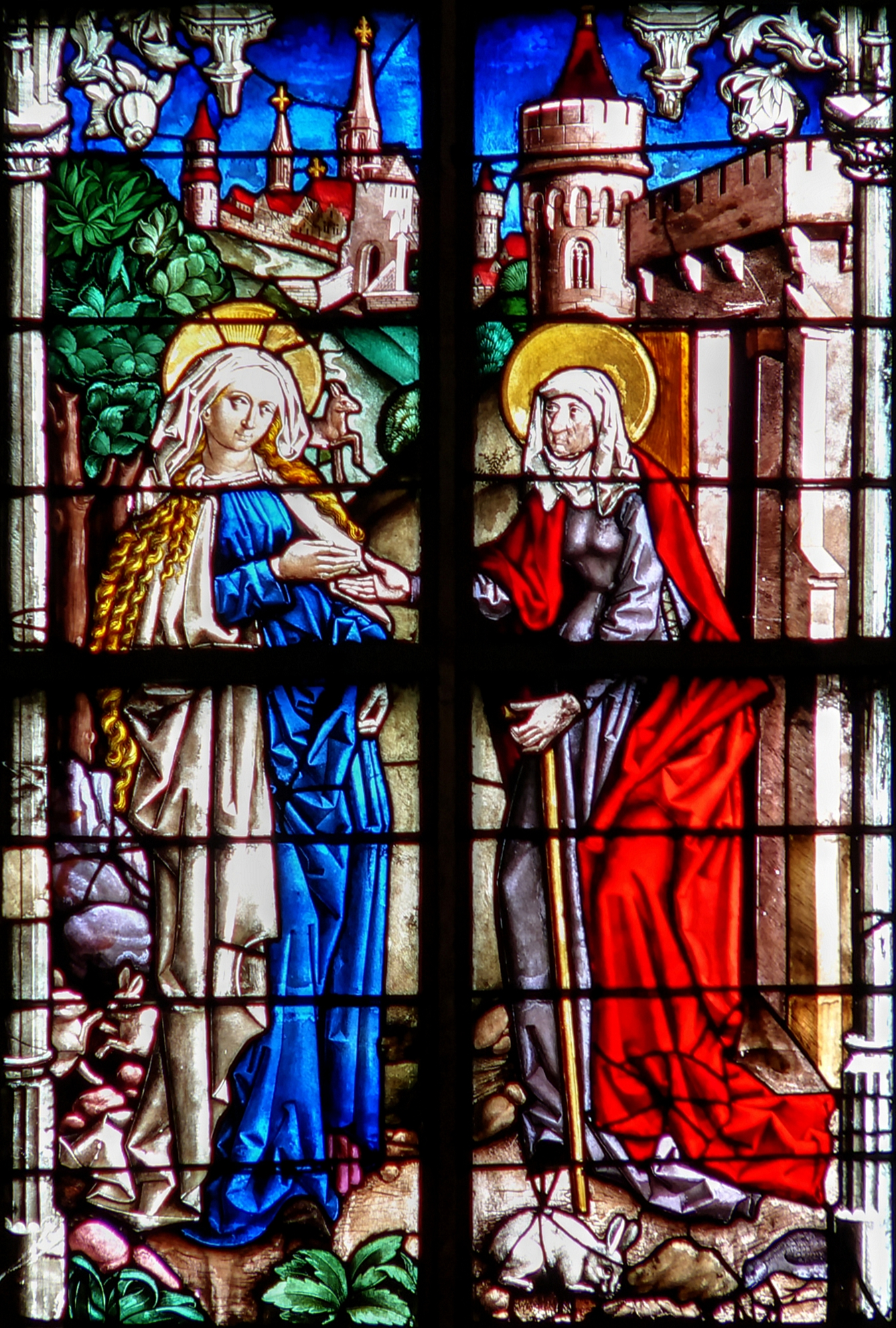
Un particolare di una delle vetrate colorate
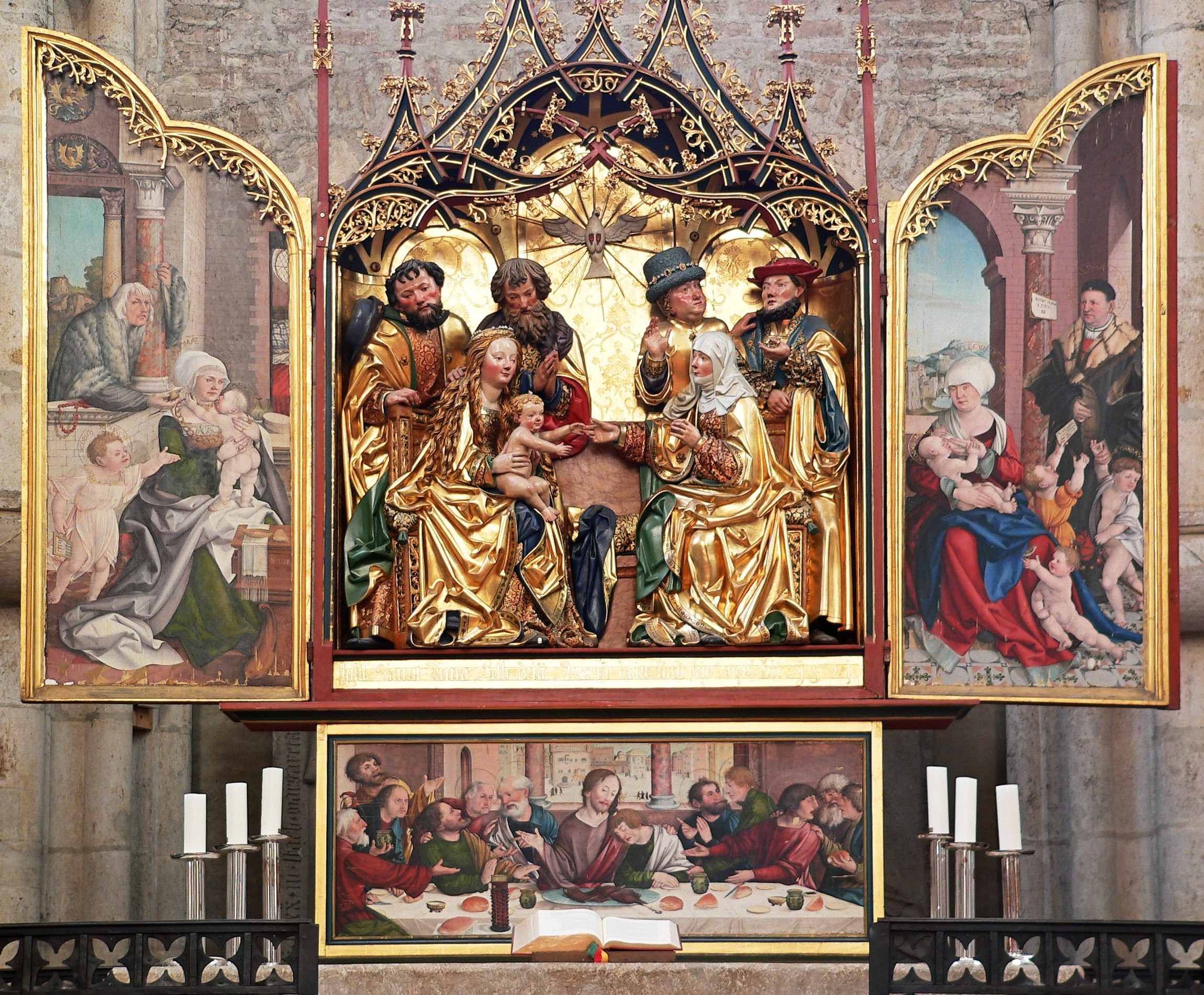
L'altare principale, di Martin Schaffner (1521)
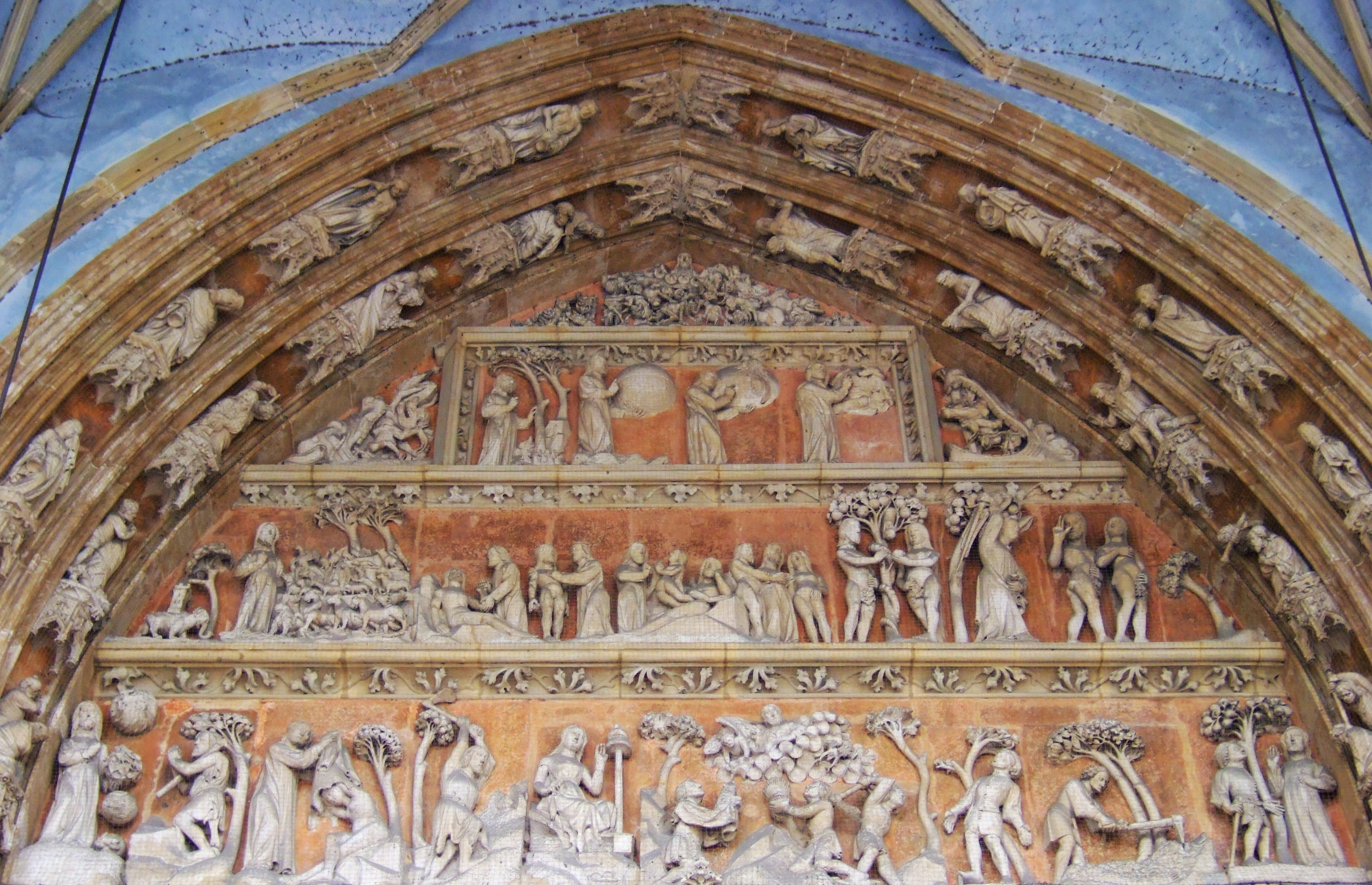
Figure della Genesi, sopra il portale principale
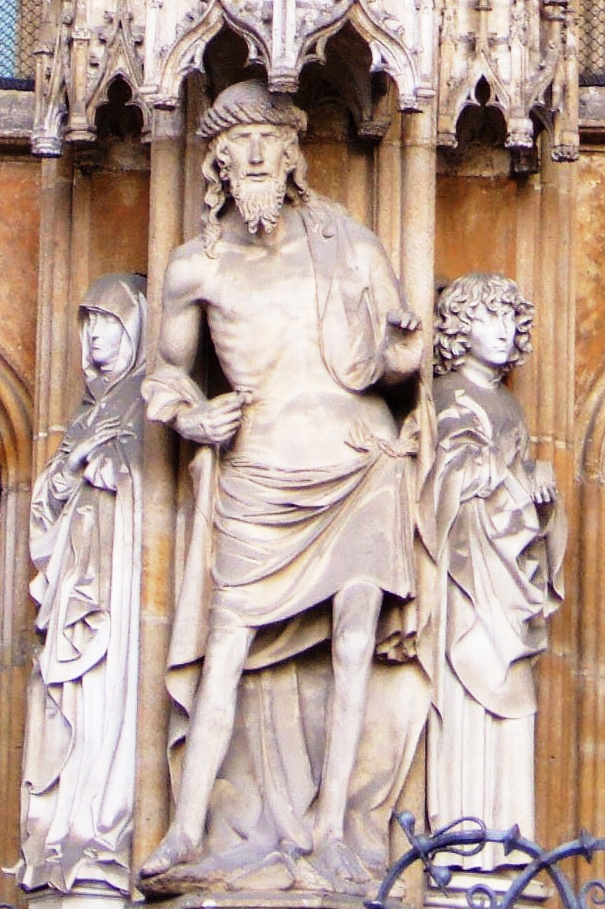
L'uomo dei dolori, di Hans Multscher (1429)
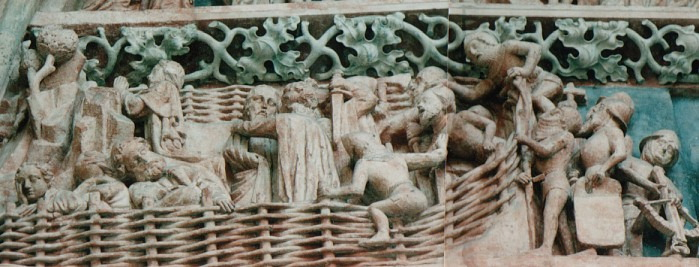
Il Giardino del Getsemani (dettaglio)
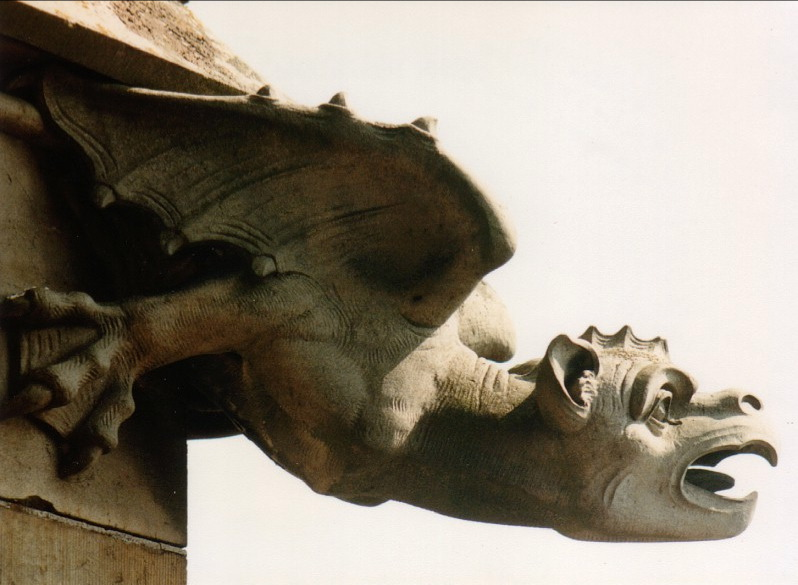
Un gargoyle sulla scalinata verso la guglia della cattedrale